# Alexander Lahoda
Alexander „Alex“ Lahoda (* 1. August 1996 in Zell am See) ist ein österreichischer Eishockeyspieler, der seit 2023 beim EK Zell am See in der Alps Hockey League unter Vertrag steht. Sein Vater ist der mehrfache österreichische Rallye-Staatsmeister und Teilnehmer an der Rallye-Weltmeisterschaft Josef Haider. Seine Mutter Ulrike Lahoda ist Vorstandsmitglied des EK Zell am See.

## Karriere
Alexander Lahoda begann seine Karriere im Alter von fünf Jahren in den Nachwuchsmannschaften des EK Zell am See bis in das Jahr 2010. Im Jahr 2011 wechselte er als 14-Jähriger in die Nachwuchsakademie des EC Red Bull Salzburg. Zu seinen größten Erfolgen in den Nachwuchsjahren zählen der österreichische U20-Staatsmeister-Titel (Saison 2015/16) und der U20-Vizeweltmeistertitel der IIHF Division I A in Wien (Saison 2015/16). Nach erfolgreichem Abschluss des Gymnasiums unterzeichnete er seinen ersten Profi-Vertrag beim EC Red Bull Salzburg und spielte bis zur Saison 2017/18 für die Red Bull Hockey Juniors in der internationalen Alps Hockey League.
Zur Saison 2018/19 verließ er erstmals Salzburg und unterzeichnete einen Vertrag beim Kärntner Traditionsclub EC VSV, wo er in 102 Spielen 12 Tore erzielen konnte. Anschließend wechselte er 2020 innerhalb der Liga zu den Black Wings Linz. Die Spielzeiten 2021/22 und 2022/23 liefen sportlich nicht sehr positiv. Zudem verletzte Lahoda sich im Sommer 2022 bei einem Vorbereitungsspiel schwer und fiel für drei Monate aus. Danach arbeitete er sich über das Farm-Team Steel Wings Linz in der Alps Hockey League zurück in die Kampfmannschaft und erreichte mit den Black Wings Linz das Viertelfinale, wo man gegen den späteren Vizemeister HC Bozen nur knapp im 7. PlayOff Spiel verlor.
Mit Saison 2023/24 wechselt Alexander Lahoda zurück an seine erste Wirkungsstätte, in die Kampfmannschaft des EK Zell am See. 2025 gewann er mit den Eisbären die Alps Hockey League.

### International
Im November 2021 gab er sein Debüt für die österreichische A-Nationalmannschaft beim Vier-Nationen-Turnier im slowenischen Jesenice und erzielte dabei ein Tor für Österreich.

## Erfolge und Auszeichnungen
- 2016 Österreichischer U20-Meister mit dem EC Red Bull Salzburg
- 2025 Alps-Hockey-League-Sieger mit dem EK Zell am See

## Karrierestatistik
Stand: Ende der Saison 2024/25

### International
Vertrat Österreich bei:
- U20-Junioren-Weltmeisterschaft 2016 der Division IA

(Legende zur Spielerstatistik: Sp oder GP = absolvierte Spiele; T oder G = erzielte Tore; V oder A = erzielte Assists; Pkt oder Pts = erzielte Scorerpunkte; SM oder PIM = erhaltene Strafminuten; +/− = Plus/Minus-Bilanz; PP = erzielte Überzahltore; SH = erzielte Unterzahltore; GW = erzielte Siegtore; 1 Play-downs/Relegation; Kursiv: Statistik nicht vollständig)